# Bille porteuse
Pour les articles homonymes, voir Bille.

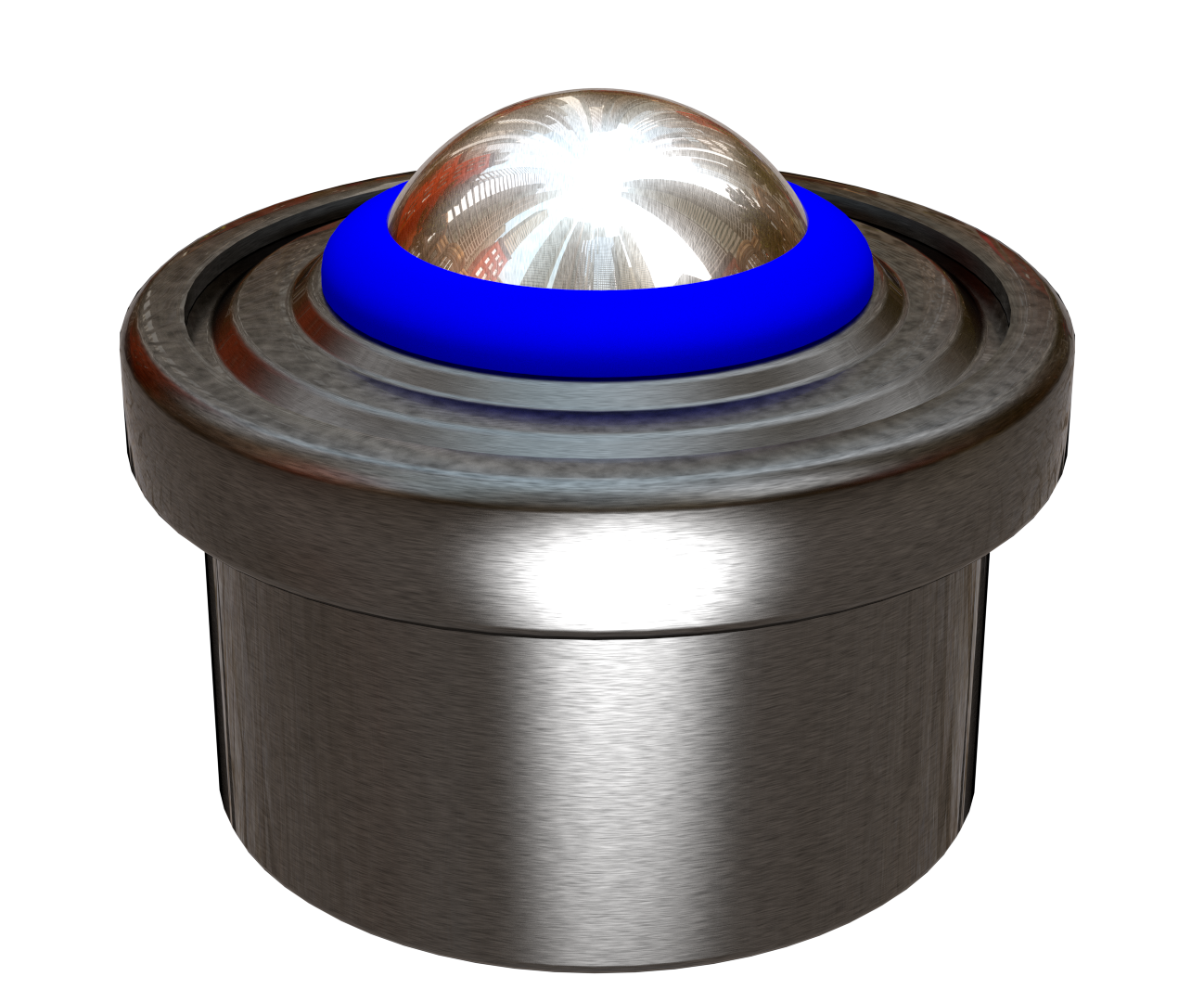
Bille porteuse

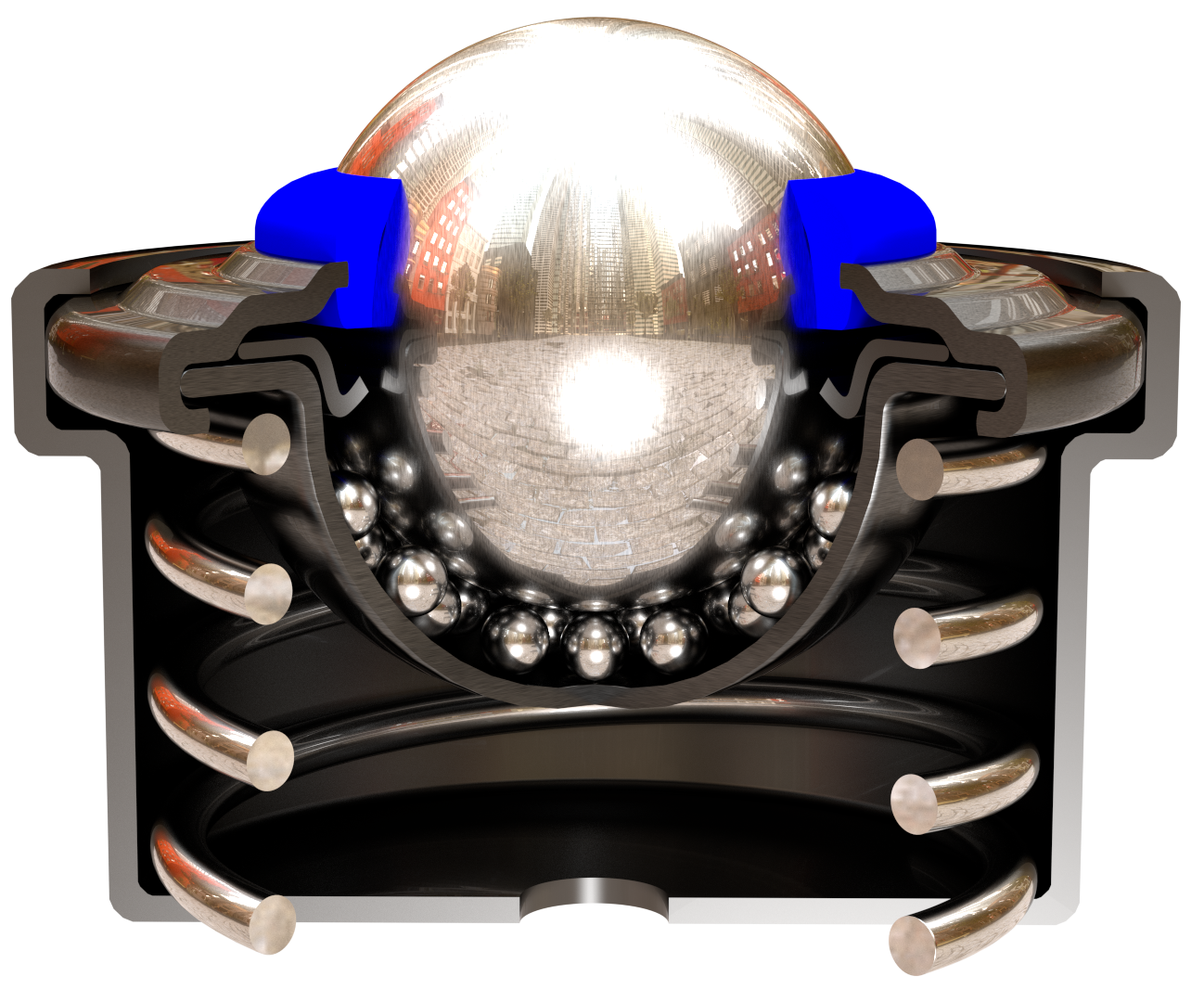
Coupe transversale d'une bille porteuse à ressort comprenant une bague d'étanchéité en plastique et un trou d'évacuation d'eau au fond.

Une bille porteuse (également appelée bille de manutention ou bille de convoyeur) est une sphère porteuse omnidirectionnelle montée à l'intérieur d'un support de retenue. Le principe est similaire à celui d'un trackball d'ordinateur (dispositif de pointage), et sont généralement composées d'une unique grande bille supportée par des roulements à billes plus petits.
Elles sont généralement utilisées la bille vers le haut, formant des grilles sur lesquelles des objets peuvent être rapidement déplacés, formant un type de convoyeur. Cela permet de transférer des matériaux entre différentes machines ou sections de  convoyeurs. Elles sont utilisées dans les aéroports pour acheminer les bagages, et dans les chaines de production industrielles. Avant l'invention de la bille porteuse, brevetée pour la première fois par Autoset Production Ltd en 1958, ces applications étaient résolues par l'utilisation de roulettes pivotantes inversées. Cependant, les roulettes s'alignent dans le sens d'un déplacement, ce qui nécessite de les aligner avant d'introduire un objet provenant d'une direction différente.
Les billes porteuses peuvent également être utilisées la bille vers le bas, comme une roulette, mais cette utilisation est gênée par les limites de charge et le type de sol. Les fabricants ont cherché à résoudre ce problème avec des billes porteuses intégrant des principes recirculation de billes utilisés dans les vis à billes, mais l'orientation bille vers le haut reste le cas le plus courant et le moins problématique.